# جراحی از راه دور

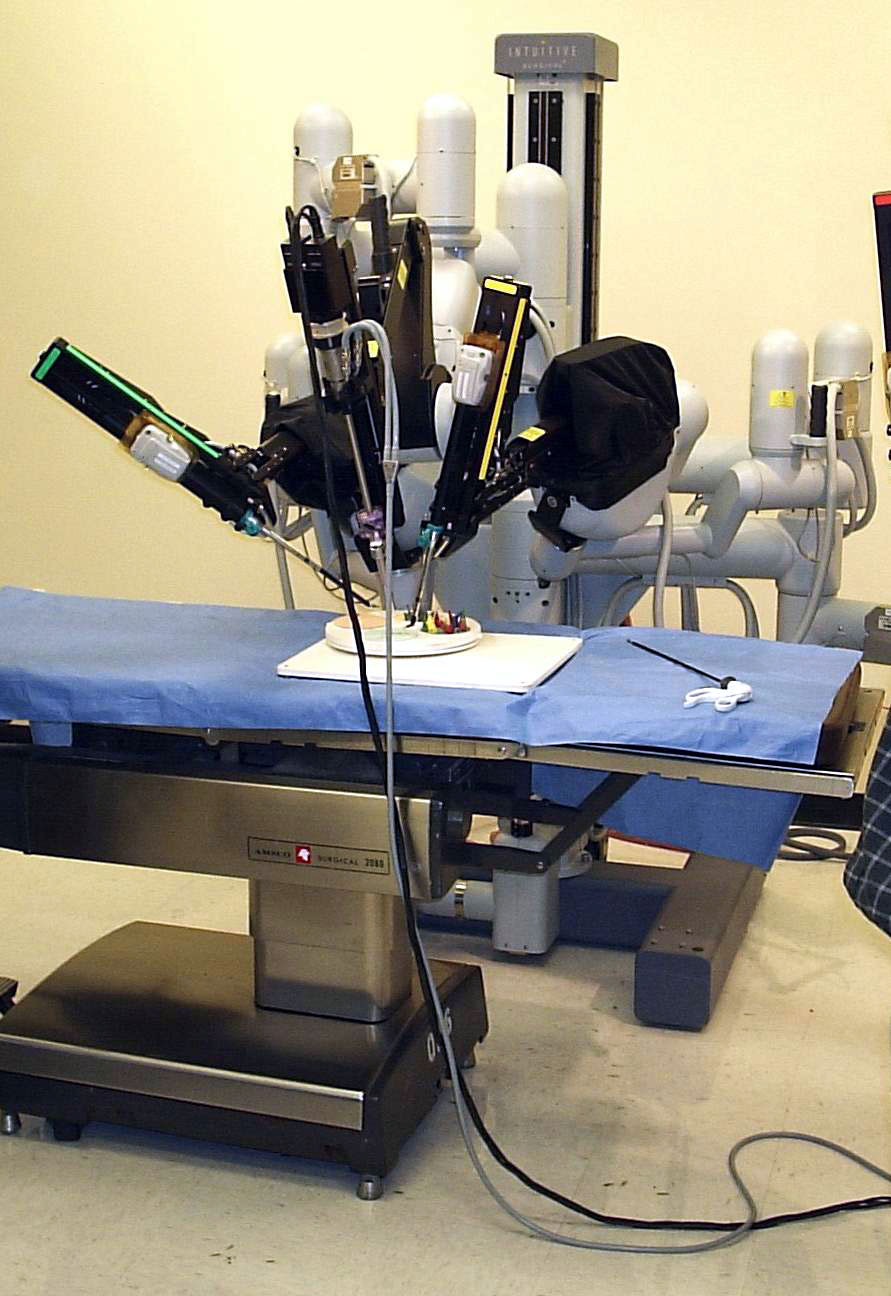
نمونه ای از جراحی از راه دور

جراحی از راه دور (همچنین به عنوان تله سرجری نیز شناخته می‌شود) توانایی پزشک برای انجام عمل جراحی بر روی یک بیمار است که حتی اگر از نظر فیزیکی در یک مکان قرار نداشته باشد. این نوعی حضور از راه دور است. یک سیستم جراحی ربات به‌طور کلی از یک یا چند بازو (که توسط جراح کنترل می‌شود)، یک کنترل‌کننده اصلی (کنسول)، و یک سیستم حسی که به کاربر بازخورد می‌دهد، تشکیل شده‌است. جراحی از راه دور عناصر رباتیک، ارتباطات راه دور مانند اتصالات داده با سرعت بالا و عناصر سیستم‌های اطلاعات مدیریت را ترکیب می‌کند. در حالی که زمینه جراحی رباتیک نسبتاً به خوبی تثبیت شده‌است، اکثر این ربات‌ها توسط جراحان در محل جراحی کنترل می‌شوند. جراحی از راه دور یک کار از راه دور برای جراحان است که در آن فاصله فیزیکی بین جراح و بیمار زیاد مرتبط نیست. این قول داده می‌شود که اجازه دهد تخصص جراحان متخصص در دسترس همهٔ بیماران در سراسر جهان باشد، بدون اینکه نیازی به سفر بیماران به خارج از بیمارستان محل خود باشد.

## سیستم‌های جراحی
سیستم‌های ربات جراحی از اولین سیستم عمل جراحی از راه دور-ZEUS- تا سیستم جراحی داوینچی، که در حال حاضر تنها سیستم روباتیک جراحی موجود تجاری است، توسعه یافته‌اند. در اسرائیل یک شرکت توسط پروفسور موشه شوهام از دانشکده مهندسی مکانیک در تخنیون تأسیس شد. این ربات‌ها که عمدتاً برای جراحی «در محل» استفاده می‌شوند، با دقت بهتر و تهاجم کمتری به بیماران، از نظر بصری به جراح کمک می‌کنند. سیستم جراحی داوینچی همچنین برای تشکیل یک سیستم داوینچی دوگانه ترکیب شده‌است که به دو جراح اجازه می‌دهد تا همزمان روی یک بیمار با هم کار کنند. این سیستم به جراحان توانایی کنترل بازوهای مختلف، تغییر فرمان بازوها در هر نقطه و برقراری ارتباط از طریق هدست در طول عمل را می‌دهد.
اولین عمل جراحی از راه دور واقعی و کامل در ۷ سپتامبر ۲۰۰۱ در سراسر اقیانوس اطلس انجام شد، توسط یک جراح فرانسوی (دکتر ژاک مارسکو) در شهر نیویورک که کوله سیستکتومی را بر روی یک بیمار زن ۶۸ ساله انجام شد. ۶۲۳۰ کیلومتر دورتر در استراسبورگ فرانسه نام آن عملیات لیندبرگ بود. پس از پرواز پیشگامانه چارلز لیندبرگ از نیویورک به پاریس. فرانس تلکام خطوط اضافی فیبر نوری خودپرداز را برای به حداقل رساندن تأخیر و بهینه‌سازی اتصال ارائه کرد و Computer Motion یک سیستم رباتیک زئوس اصلاح شده را ارائه کرد. پس از ارزیابی بالینی محلول کامل در جولای ۲۰۰۱، عملیات انسانی در ۹/۷/۲۰۰۱ با موفقیت به پایان رسید.
موفقیت و قرار گرفتن در معرض این روش باعث شد که تیم رباتیک از همان فناوری در داخل کانادا استفاده کند و این بار از اینترنت عمومی بل کانادا بین همیلتون، انتاریو و خلیج شمالی، انتاریو (فاصله حدود ۴۰۰ کیلومتر) استفاده کند. در حالی که عملیات لیندبرگ از گران‌ترین ارتباطات فیبر نوری ATM برای اطمینان از قابلیت اطمینان و موفقیت اولین جراحی از راه دور استفاده کرد، روش‌های بعدی در کانادا از اینترنت عمومی استاندارد استفاده کرد که با QOS با استفاده از MPLS QOS-MPLS ارائه شد. مجموعه‌ای از روش‌های پیچیده لاپاراسکوپی انجام شد که در این مورد، پزشک متخصص از جراحی که تجربه کمتری داشت، بیمار خود را تحت عمل قرار می‌داد. این منجر به دریافت بهترین مراقبت ممکن از بیمار در حین اقامت در زادگاه خود شد، جراح با تجربه کمتر تجربیات ارزشمندی به دست آورد و جراح متخصص تخصص خود را بدون سفر ارائه کرد. هدف تیم روباتیک این بود که از اثبات مفهوم لیندبرگ به یک راه حل واقعی بروند. این با بیش از 20 عمل پیچیده لاپاراسکوپی بین همیلتون و خلیج شمالی به دست آمد.
از زمان عملیات لیندبرگ، جراحی از راه دور بارها در مکان‌های متعددی انجام شده‌است. دکتر انوری، یک جراح لاپاراسکوپی در همیلتون، کانادا، تا به امروز، جراحی‌های متعددی را از راه دور بر روی بیماران در خلیج شمالی، شهری در ۴۰۰ کیلومتری همیلتون انجام داده‌است. با وجود اینکه دکتر انوری از یک VPN بر روی یک اتصال فیبر نوری غیر اختصاصی استفاده می‌کند که پهنای باند را با داده‌های مخابراتی معمولی به اشتراک می‌گذارد، دکتر انوری هیچ مشکلی در ارتباط در طول مراحل خود نداشته‌است.